# بازيليدية
البازيليدية او الباسيليديون هي طائفة غنوصية أسسها بازيليد في الاسكندرية في القرن الثاني الميلادي. يدّعي بازيليد أنه تلقى علومه الدينية على يدي غلاوكوس أحد تلاميذ القديس بطرس. رفضوا الشريعة اليهودية واعتبروا أنفسهم أقرب للمسيحية. قسموا الوجود إلى طبقتين إحداهما عالمنا المادي المحسوس وأخرى عالم لاوجودي روحاني. ينقسم هذا الوجود آلى 365 سماء لكل سماء حاكم يدعئ أركون. نشأت هذه الكيانات المحسوسة واللامحسوسة بناء على مشيئة ومخطط أله أعظم لاموجود. وانبثق عنه العديد من الأطياف التي تنحدر بشكل تسلسلي حتى تصل لعالمنا المحسوس كأدنى مستوى. يعتبروا المسيح تجسيد لأحد الأركونات كما اعتبروا أن إله اليهود هو أركون أصغر وهو غير الإله الأعظم اللاموجود. واعتبروا خلاص البشر لا يتم الا عن طريق المعرفة التي تصل للإله العظم. كما اعتبروا ان المسيح وصل للخلاص عن طريق الوحي وبعد معموديته وأن أباه أرسله عندما ضل اليهود وكادوا بنقرضوا وكانت مهمته هي إيصال طرق الخلاص إلى البشر. اعتقدوا أن عملية الصلب كانت ضرورية إلا أنهم أمنوا أن المسيح لم يصلب بل صل مكانه شخص آخر وأن المسيح ارتفع إلى السماء العليا وتخطى السموات الأخرى لإدراكه أسماء أركونات السموات جميعها.

## عاداتهم وتقاليدهم
لم يصلنا الكثير من من عادات وتقاليد البازيليدية سوى القليل. من ما وصل أن بازيليد فرض على أتباعه، مثلما فعل فيثاغورس، الصوم عن الكلام لمدة خمس سنوات وأنه أبقى احتفالات يوم ذكرى معمودية يسوع كيوم عيد حيث يقضوا ليلتها في القراءة، كما عدم التردد في تناول ما يقدم للأصنام من أضاحي.
يقسم أتباع الطائفة إلى ثلاث درجات: المادية والفكرية والروحية. ولكل مثلما فعلا تمثالين مجازيين من الذكور والإناث.
وتتماثل عقائد هذه الطائفة في كثير من الأحيان مع عقائد طائفة الأوفيين واصبحت مع الزمن تطبق مباديء القبالة اليهودية.
بحسب إبيفانيوس السلاميسي كان هناك بازيليديين يعيشون في دلتا النيل حتى القرن الرابع الميلادي. وهناك دلائل أن تواجدهم كان محدودا في مصر. وفقا لسكولبيوس ساويرس، يبدو أنهم دخلوا إلى إسبانيا على أيدي رسول اسمه مارك من ممفيس وذلك لما ذكره القديس جيروم أن طائفة البريسيليين الإيبيريين كانوا متأثيرين بعقائدها.

## نشأة الكون بمفهوم هيبوليتوس
آتت معظم معلوماتنا حول البازيليدية من مصدرين: إيريناوس عبر كتابه "في دحض الغنوصية" ومن هيبوليتوس عبر كتابه "تفنيد كل الهرطقات". هناك تباين شديد بين المصدرين في وصف الطائفة. وفقا لهيبوليتوس، كانوا يؤمنون بوحدة الوجود التطوري. أما بالنسبة لإيريناوس، فإنهم أمنو بالطيف الازدواجي. يرى بعض المؤرخين، مثل فيليب شاف، أن "إيريناوس وصف شكل من آشكال البازيليدية المتأخرة وليس الأساسية" والتي تظهر صورة مشوهة لتعاليمهم الحقيقية. من ناحية أخرى، يعتقد أن كليمنص الإسكندري وهيبوليتوس، في كتابه "تفنيد كل الهرطقات"، استقوا معلوماتهم مباشرة من كتابات بازيليد نفسه وخاصة كتابه المعنون "الشروحات" التي يعرض شكل عقيدتهم كما درّسها بازيليد نفسه".
الموضوع الأساسي لعقيدة البازيليديين هو اشكالية أصل الشر وكيفية التغلب عليه. هناك سمة مشتركة بين العديد من طوائف الغنوصية وهي فكرة أن البذرة الربانية (لوغوس) مبعثرة في الكون المحسوس، ومن واجب الغنوصيين، بأي وسيلة كانت، إعادة تجميع هذه البذور المتناثرة وإعادتها إلى أماكنها الصحيحة (راجع إنجيل حواء). يشرح كليمنص أن "نظامهم برمته يخلط مبداء "التبذر الشامل" مع مبداء "الفرق بين الأنواع" وبالتالي يتم خلط إعادة الأشياء إلى أماكنها" 

### الخلق
وفقا لهيبوليتوس، يؤكد البازيليديين أن بداية كل شيء قد تم من لا شيء. كما أنهم يستخدمون كل أساليب اللغة للتعبير عن المطلق اللاموجود. فاللاشيء يصبح الموجود، فيشاء «الإله اللاموجود» بخلق «العالم اللاوجودي» من أشياء غير وجودية. فهذا العالم اللاوجودي هو «بذرة واحدة تحتوي في داخلها على كتلة كل بذور العالم» تماما مثلما تحتوي بذرة الخردل على كل فروع وأوراق نبتة الخردل. وفي داخل هذه البذرة الكتلة هناك ثلاثة أجزاء، أو ما يسمة «بنوة»، من نفس طبيعة «الإله اللاموجود».هذا البذرة هي أصل كل ما نشاء في الوجود؛ وهذه النشأة لم تستخدم مواد موجودة من قبل، إنما كل ما جاء إلى الوجود أتى من لا شيء عن طريق مشيئة الإله اللوجودي.

#### البنوة الأولى
الجزء الناعم من المادة. ينفجر الجزء الأول من البذرة يثم يصعد باتجاه الإله الاموجود.

#### البنوة الثانية
الجزء الخشن من المادة. ينفجر الجزء الثاني من البذرة لكنه لا يستطيع الصعود بحد ذاته، فيتخذ من الروح القدس كأجنحة، ويعتمد الإثنين على بعضهما للصعود كمنفعة متبادلة. ولكن عندما يصلا إلى قرب مكان الجزء الأول من البذورة وقرب الإله اللاموجود، لا تستطيع البنوة الثانية من المتابعة أكثر من ذلك لكونها ليست من صميم الروح القدس. عندها، يصبح الروح القدس القبة التي تفصل بين العالم العلوي اللاوجودي عن العالم الأدنى الوجودي.

#### البنوة الثالثة والأركون العظيم
الجزء الذي يحتاج إلى تنقية. ينفجر الجزء الثالث من البذرة ليخرج أركون العظيم الذي هو «رئيس العالم، فائق الجمال والعظمة والقوة التي لا يمكن أن توصف.» يرتفع هذا الأركون حتى يصل إلى قبة السماء التي من المفترض أن يكون هو أعلاها والتي تمثل نهاية كل شيء. عندها «يلد لنفسه ولدا من الأشياء الدنيا ويكون ابنا أفضل منه بكثير وأكثر حكمة». ثم يصبح أكثر حكمة وأفضل من كل الموجودات الكونية الأخرى ما عدا البذرة الأساسية. من كثرة إعجابه في جمال إبنه، يجعله يده اليمنى. هذا هو ما يسمونه الأجدود حيث يجلس أركون. وهكذا، يخلق أركون كل الموجودات الكونية والأرضية فوق القمر بوحي من حكمة إبنه.
بعدها، يخرج أركون أخر من البذرة أقل شأنا من أركون العظيم ولكنه أرفع مستوى من كل شيء أدناه ما عدا البذرة الأساسية. يقوم هذا الأركون بخلق ابن له أذكى منه الذي يصبح خالق وحاكم العالم الجوي. وتسمى هذه المنطقة الهيبدومات. وقعت كل هذه الأحداث وفقا لخطة وضعها الإله اللاموجود.

### الإنجيل
يؤمن البالزيديين بإنجيل غير إنجيل المسيحية التقليدية. لخص هيبوليتوس محتوى إنجيلهم قائلا: «بالنسبة لهم، الإنجيل هو معرفة الأشياء الفوق عالمية، والتي لا يعرفها الأركون العظيم: حيث يُرى الروح القدس، أي الأجزاء الثلاثة من البذرة الشامل، والله الذي هو مخطط كل هذه الأشياء وحتى الإله اللاموجود. لقد ابتهج في ما قيل له، وكان سعيدا جدا: وفقا لهم، هذا هو الإنجيل.»
يعتقد البازيليديون أن أركون العظيم ظن نفسه الإله الأوحد الذي لا يعلوه شيء من أيام آدم وحتى موسى العظيم. ولكن «الفكرة» المنبعثة عن طريق روح القدس جعلته يكتشف وجود كوائن أعظم منه. وهكذا، عن طريق الروح القدس، وصل الإنجيل إلى الأركون العظيم. تلقى ابن أركون العظيم الإنجيل أولا الذي بالتالي نقله لأركون نفسه حين كان جالسا بجنبه. وهكذا علم أركون أنه ليس رب العالمين وبأن هناك إلها أعظم منه. فتاب عن ذنبه وطلب المغفرة. قام ابن أركون العظيم بنقل الإنجيل إلى ابن أركون الأصغر الذي نقله بدوره إلى أركون الأصغر الذي أصبح مستنيرا فأعلن توبته وطلب المغفرة.

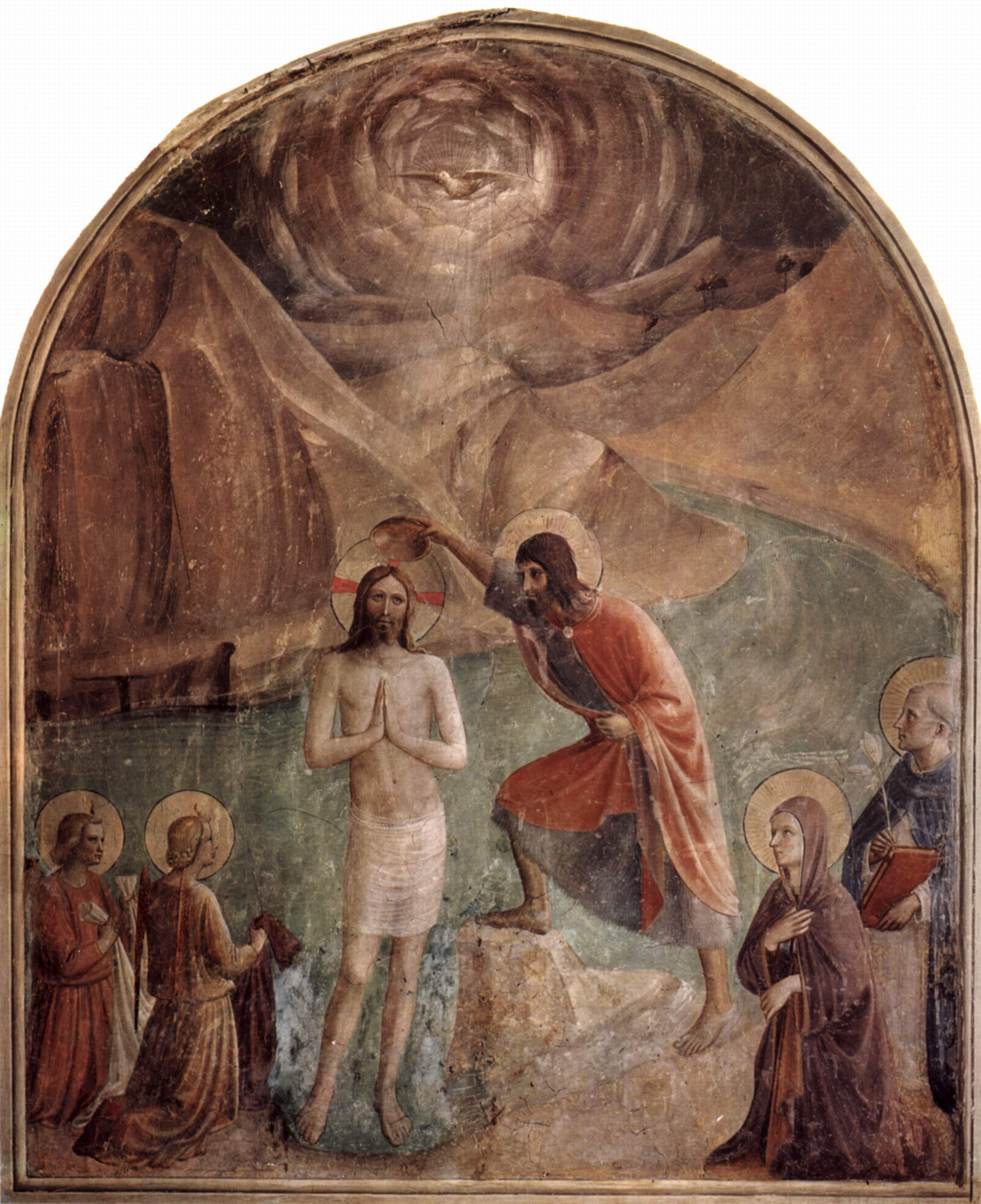
صورة عن معمودية المسيح تعبير عن البنوة الربانية.

عندها أصبح من الضروري نقل الاستنارة إلى العالم البشري. أرسل أركون الأصغر نورا على يسوع عن طريق الوحيعند البشارة ومن خلال المعمودية «ليكون المستنير المتحد مع النور الذي أشرق عليه». لذلك، عندما يتبع العالم لتعاليم يسوع، يصبح العالم نقيا وأكثر قدرة على الصعود بنفسه وبحد ذاته. وعندما يصل كل جزء من البنوة إلى فوق محدودية الروح «عندها يجد الخلق الرحمة، بعد أن كانت تتعذب بانتظار الوحي من أبناء الله، وعندها يستطيع جميع رجال الصعود». عندما تمر كل هذه الأمور، سوف يبين الله للعالم جهلا كبيرا، وأن كل شيء سيقبل ما يجري كما ما هوعليه، وأن لا يرغب في أي شيء يتعارض مع طبيعته. «وتكون هذه الحكمة هي سبب ترميم كل شيء بحسب الطبيعة الموجودة في البذرة الكونية منذ البدء، ويتم الترميم حينها.»

### المسيح
أما بالنسبة ليسوع، بخلاف قصة الميلاد، يؤمن البازيليديون بكل القصص حياة المسيح كما جاءت في الأناجيل. آمنوا بضرورة صلب المسيح كان ضروريا لأنه من خلال تدمير جسد يسوع يمكن إعادة الترميم. وقد اعتقدوا أن شخصا آخر صلب مكان المسيح وهو سمعان القيرواني 

## أخلاقياتهم
وفقا لكليمنص الاسكندراني، درس البازيليديون أن الإيمان هو هبة طبيعية تسبغ للروح قبل اتحادها مع الجسد وأن بعضهم يمتلكها والبعض الآخر لا. هذه الهبة هي طاقة كامنة لا تظهر الا من خلال مجيء المخلص.
لا يعتبرون أن الخطيئة هي نتاج تعاطي خاطيء للإرادة الحرة، بل هي نتاج فطرة مبداء الشر. فالمعاناة هي عقاب للخطيئة. حتى عندما معاناة الطفل هي عقوبة فطرية لمبداء الشرالدفين. لهذا، فإن الاضطهاد الذي واجهه المسيحيين هو عقاب على الخطيئة. فكل الطبيعة البشرية افسدت بسبب الخطيئة حتى أنهم يصفون المسيح بالرجل الخاطيء،  فإن لله هو وحده لا خطيئة له. يتهمهم كليمنص بأنهم يؤلهون الشيطان ويعتبرون الشيطان وتهجير من النفوس كمعتقدين أساسيين من معتقداتهم.

## نشأة الكون بمفهوم إيريناوس وإيبيفانوس
رسم إيريناوس وإيبيفانوس وصف لطائفة البازيليديون بشكل مخالف بعض الشيء عن ما قدمه هيبوليتوس. يُعتقد أن إيريناوس وإيبيفانيوس اعتمدا على بازيلدية متأخرة أو فسدت عن المباديء المبكرة التي عرضها هيبوليتوس. هناك الكثير من القواسم المشتركة بين سرد إيريناوس وإيبيفانوس حتى يبدوا أنها نسيج متشابك معا خاصة كما تبدو في طروحات إيبيفانيوس. 

### الخلق
على رأس هذه اللاهوت يوجد الإله الذي لم يولد وهو الأب الأوحد. منه ولد «النوص» (الفهم) الذي خلف «اللوغوس» (الحكمة الإلهية) التي خلفت «فرونيسيس» (الذكاء التطبيقي) التي خلفت إمارتين: «الحكمة» (صوفيا) و «الطاقة الكامنة» (دايناموس)، ومن الإمارتين معا ولدا «القدرة» و«الملائكة». قامت أول مجموعة من الملائكة بوضع الفردوس الأولى ثم آنجبت مجموعة الملائكة الثانية التي وضعت الفردوس الثاني، وهكذا دواليك لحين خلق 365 فردوسا وضعهم 365 جيلا من الملائكة.يحكم كل فردوس أركون خاص بها بمسمئ خاص به وهذه هي الأسماء التي تستعمل في فنون السحر. قام ملائكة المستوى الأدنى بخلق الأرض والإنسان. كانوا أصحاب النبوءات والشريعة أتت من أركونهم الذي هو إله اليهود. وبما أنه أكثر مشاكسة وتعمد من الملائكة الأخرى ن، ومن أجل رغبته في تأمين إمبراطورية لشعبه، أثار تمرد الملائكة الأخرى وشعبيهم.

### المسيح

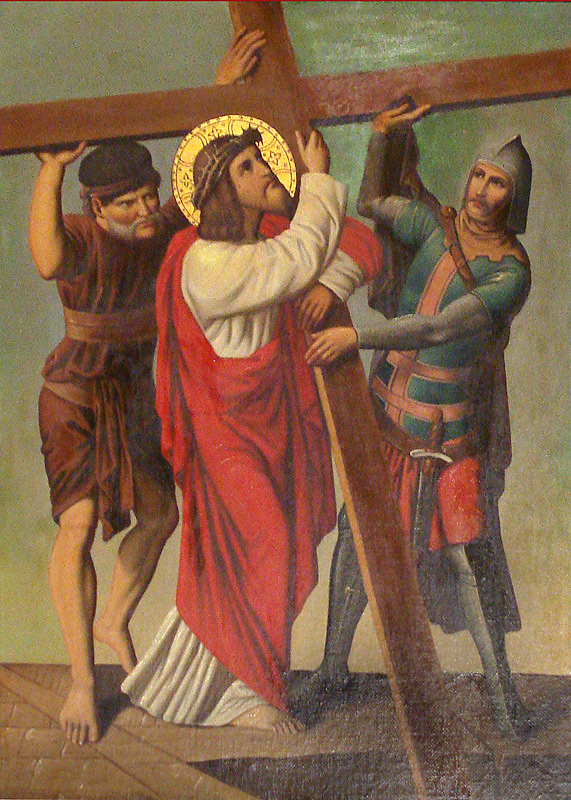
بحسب آيرينايوس، ومخالفا رأي هيبوليتوي، اعتقد البازيليديون أن المسيح لم يصلب بل صُلب سمعان القوريني بدلا عنه.

عندما رأى الأب الذي لم يولد الخلافات التي سادت بين البشر وبين الملائكة وأن اليهود في طريقهم لهلاك، أرسل ابنه البكر، التوص، كالمسيح، ليقدم لمن آمنوا به حماية من قوة من صنع العالم الأرضي. قال عنه البازيليديون أنه «هو خلاصنا، هو الذي جاء وكشف لنا عن الحقيقة.» ظهر على الأرض وقام بالعمال الأقوياء الجبارة، ولكن ظهوره كان عرضا خارجيا ولم يأخذ جسدا. وحين أخذ ليصلب، استبدل نفسه بجسد سمعان القيرواني الذي صلب مكانه. وقف في الغيب المعاكس ليسخر من أولئك الذين قاموا بالفعل (وهذا يتناقض بشكل كبير مع ما قاله هيبوليتوس). عندها، صعد المسيح إلى السماء مارا من خلال جميع القوى حتى عاد إلى إلى حضن والده.

### أبراكساس
يعتبر أبراكساس القوى العظمى التي تفوق قدرة على كل الأقانيم والملائكة الأخرى وهو مصدر الكينونة. وإسمه (الذي هو 365 بحسب علم الأعداد) يرمز إلى السموات الـ365 وعدد آيام اسنة وأعضاء الجسد الـ365. كما سمي باسم «المسبب» و «النسخة الآصلية». من المؤكد ان أبراكساس كان أول أركون وجد وأنه أتى بعد الحكمة والطاقة الكامنة وما سلف مثلما فعل إلا أن البازيليديون لم يحددوا مرتبته بشكل صريح لذلك من الممكن أن اختلط على المؤرخين واعتبروه الإله الأعظم.

## التعاليم
وبناء على هذه المعتقدات، طرح رافضو البازيليدية التعاليم التالية.

### نقض الناموس
تصريح فيلاستر في مقدمة كتابه يشير إلى وجود مشاعر معارضة الناموس اليهودي. اعتبر البازيليديون أنهم لم يعودوا يهودا بل آصبحوا أقرب للمسيحية. رافق التنصل من الشهادة، بطبيعة الحال، عدم التمييز في استخدام العطايا للأصنام. ومن هنا أتى مبدأ اللامبالاة والتي وصل لحد إباحة الفجور.

### السحر

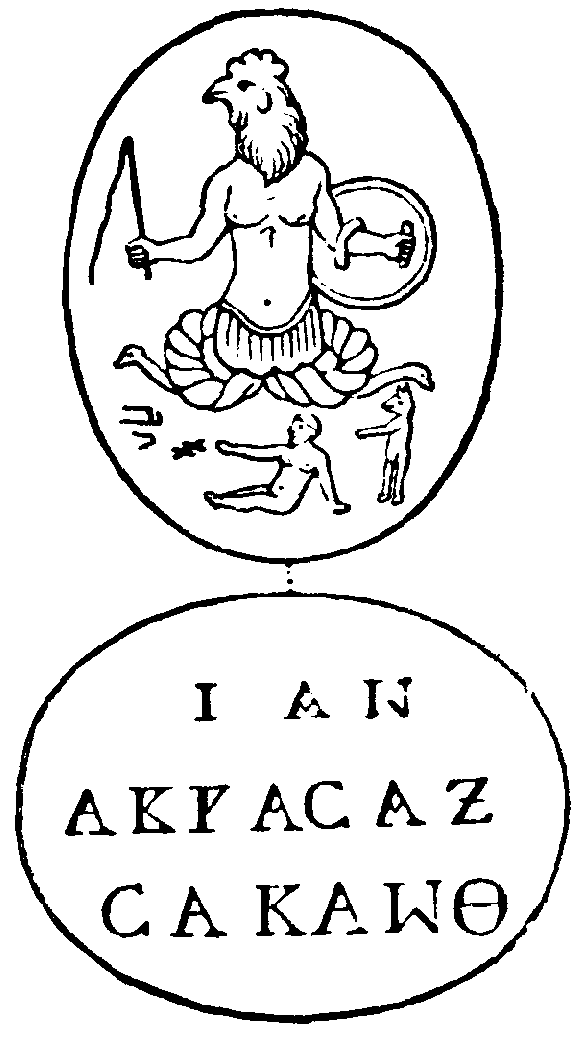
نقوش على صخرة أبراساكس

لعب السحر دورا في معتقداتهم في الفترة المتأخرة. عتبروا أن أسماء أركون السموات المختلفة والتي وصلت أليهم لها ثقل سري لاعتقادهم أن نطق هذه الأسماء بعد الموت يسمح لناطقها بالعبور بين السموات مباشرة إلى جنة الإله الأعلى. وفقا لهذا فإن المسيح أيضا استعمل اسما مخفيا أعطاه السلطة لينزل إلى الأرض عبر جميع السموات ومنثم ليعود مرة أخرى إلى الآب. ويمكن الوصول للخلاص عندما يحصل الشخص على وحي الأسماء السرية هذه. لا يوجد أي دلائل آذا ما عرف بازيليد هذه الأسماء وإذا أعطاها لتلاميذه.

### الشهادة
ما أكثر ما تميزهم هو عدم الأعتراف بالشهادة. اعتبروا أن الاعتراف بالمصلوب هي رمزية للعبودية للملائكة الذين أوجدوا الجسم، وأدانوها لأنهم آعتبروها تكريما من غير طائل للمسيح الذي لم يعاني ولم صلب، بل صلب مكانه سمعان القيرواني.

### العلاقة مع اليهودية
بحسب كل من هيبوليتوس وإيريناوس، رفض البازيليديون أن إله اليهود هو الإله الأعلى. فهم اعتبروا أن أركون الأصغر هو أله اليهود والذي هو أدنى من أركون الأعلى ومن الروح القدس وكتلة البذرة والإله اللاموجود.

### القيامة من الجسم
فإنه يكاد يكون من الضروري إضافة أنهم توقعوا قيامة الروح، مصرين على طبيعية فساد الجسد.

### السرية
اعتمدوا السزية في بعض معتقداتهم منها رفض الشهادة واخفاء أسرار معرفتهم وأبقوها تحت حراسة مشددة وكانوا يكشفون عن سر«واحد فقط من أصل 1000 واثنين من أصل 10,000.»

## البازيليدية المتأخرة
أقام إيريناوس وإيبيفانوس على بازيليدس صفة الفجور الماجستير ووصفه جيروم بأنه رب الفسوق. إلا أنه يرجح أن هها الاتهامات غير صحيحة ليس له وليس لأتباعه. ومع ذلك، مهما كانت الصورة ناقصة ومشوهة قد كون هذه عقيدة البازيليدية المتأخرة أي بعد نصف قرن من كتابات بازيليد مما يدل أنها قد تحتوي على مبالغات. 
اثنين من سوء الفهم كانتا مضللة على وجه الخصوص. فقد أختلط الأمر بين أبراسيكس أركون أول مجموعة من الملائكة الإله الذي لم يولد مع أله اليهود. والاختلاف في ربط العلاقة بين المسيح والملأكة. 

## نصوص لهم
لم تصلنا كتابات بازيليد بشكل مباشر بل عبر انتقادات معارضيه. ويمكن حصر كتبه بالعناويون التالية:
- ثمانية كيانات باقية (الجزء أ)
- فردية العالم (الجزء ب)
- الانتخاب بطبيعة الحال يستلزم الإيمان والفضيلة (الجزء ج)
- الدولة الفضيلة (جزء د)
- المنتخب المتجاوز للعالم (جزء هـ)
- التناسخ (جزء و)
- المعاناة البشرية والخير من العناية الإلهية (جزء ز)
- الخطايا التي يمكن غفرانها (جزء ح)